# Physalis aggregata
Physalis aggregata ist eine Pflanzenart aus der Gattung der Blasenkirschen (Physalis) in der Familie der Nachtschattengewächse (Solanaceae).

## Beschreibung
Physalis aggregata ist eine krautige Pflanze, deren Behaarung aus einer dichten Schicht kurzer, oftmals drüsiger Trichome besteht, zwischen denen einige längere Trichome von 0,5 bis 1,5 mm Länge verstreut sind. Die Laubblätter besitzen 2 bis 4,5 cm lange Blattstiele, die Blattspreite ist lanzettlich bis eiförmig-lanzettlich, ganzrandig bis mit wenigen Zähnen besetzt. Die Zähne sind 6 bis 10 mm lang und 3 bis 5,5 mm breit.
Die Blüten stehen in Gruppen aus drei bis sieben in den Achseln, nur die ersten Blüten, die gebildet werden, stehen einzeln. Die Blütenstiele sind 4 bis 6 mm lang. Der Kelch ist an der Blüte 5 bis 7 mm lang und ebenso breit. Er ist mit eiförmigen Kelchlappen besetzt, die 3 bis 3,5 mm lang sind. Die Krone ist 9 bis 10 mm lang und hat einen Durchmesser von 13 bis 15 mm. Die Staubbeutel sind goldgelb bis violett-goldgelb gefärbt, 2,5 bis 3 mm lang und stehen an 3 bis 4 mm langen Staubfäden.
Die Frucht ist eine 10 bis 11 mm durchmessende Beere, die den sich vergrößernden Kelch nahezu ausfüllt. Dieser ist an der Frucht 15 bis 20 mm lang und 12 bis 13 mm breit.

## Verbreitung
Die Art ist im mexikanischen Bundesstaat Oaxaca verbreitet.

## Systematik
Innerhalb der Gattung der Blasenkirschen (Physalis) wird die Art in die Sektion Coztomatae der Untergattung Rydbergis eingeordnet.

## Nachweise